# Gevangenis Dordrecht
De penitentiaire inrichting Dordrecht (kortweg P.I. Dordrecht voorheen Dordtse poorten) is een penitentiaire inrichting in de gemeente Dordrecht, in de Nederlandse provincie Zuid-Holland. De inrichting maakt deel uit van de Dienst Justitiële Inrichtingen (DJI) van het Ministerie van Justitie en Veiligheid.
P.I. Dordrecht bestaat sinds 1996 en is gelegen op een industrieterrein. De gevangenis wordt als modern beschouwd en is efficiënt ingericht. Vanaf een centrale post, gelegen op het kruispunt van drie gangen, kunnen de afdelingen van 48 (tweepersoons)cellen in de gaten worden gehouden. Er is in totaal plaats voor 372 gedetineerden.

## Bijzondere gebeurtenissen
- Op 8 januari 2012 vond er een mislukte ontsnappingspoging plaats.
- Op 7 juli 2015 pleegde een gedetineerde zelfmoord in zijn cel.